# Rita de Cássia Araújo Pereira
Rita de Cássia Araújo Pereira de Faria (1953) es una botánica, agrónoma y profesora brasileña.
En 1977, se diplomó de ingeniera agrónoma, por la Universidad Federal Rural de Pernambuco; para obtener la maestría en Biología Vegetal, en la misma casa de altos estudios, defendió la tesis La tribu Heliantheae Cass. (Asteraceae) en el Estado de Pernambuco - Brasil, en 1989; y, el doctorado por la Universidad Estatal de Campinas, en 2001, con la defensa de la tesis: Revisión taxonómica del género Ichthyothere Mart. (Heliantheae-Asteraceae).
En la actualidad, es profesora asociada de la Universidad Federal Rural de Pernambuco (UFRPE) junto al Postgrado en Botánica y Ecología. Trabaja en taxonomía de Fanerógamas, actuando sobre la taxonomía y diversidad de la flora nordestina, Euphorbiaceae del noreste, especialmente en Pernambuco y la flora de la Caatinga. En 2007, realizó un postdoctorado por la Universidad de Míchigan, siendo becaria de la Coordinación de Perfeccionamiento de Personal de Educación Superior, CAPES, Brasil.

## Algunas publicaciones
- rita c.a. Pereira. 2011. Herbário IPA - Dárdano de Andrade Lima: Referencia para a Flora do Nordeste do Brasil. Pesquisa Agropecuária Pernambucana 16: 11-17
- ------------------------, j.a. Silva, j.i.s. Barbosa. 2010. Flora de um 'Brejo de Altitude' de Pernambuco: Reserva Ecológica da Serra Negra. An. Academia Pernambucana de Ccia. Agron. 7: 286-304
- m.r.c. Salles de melo, r.m. Luceno, j. Semir, rita c.a. Pereira, a.m. Benko-Iseppon. 2010. Karyological features and cytotaxonomy of the tribe Vernonieae (Asteraceae). Plant Syst. and Evolution 285: 189-199

### Capítulos de libros
- rita c.a. Pereira. 2012. Flora das Caatingas do Rio São Francisco. En: José Alves de Siqueira Filho (org.) Flora das Caatingas do Rio São Francisco - História Natural e Conservação. Río de Janeiro: Andrea Jakobsson, 551 pp.
- ------------------------, m.r.c.s. Melo. 2010. Asteraceae. En: Marccus Vinícius Alves ; María de Fátima Araújo ; Jefferson Rodrigues Maciel. (orgs.) Asteraceae. Recife, 357 pp.
- j.n. Nakajima, a.m. Teles, m. Ritter, rita c.a. Pereira, m.r.c.s. Melo. 2009. Asteraceae. En: GIULIETTI, A.M.; RAPINI, A.; ANDRADE, M.J.G. de; QUEIROZ, L.P. de; SILVA, J.M.C. da (orgs.) Plantas Raras do Brasil. Belo Horizonte: Conservação Internacional, 496 pp.
- rita c.a. Pereira. 2007. Recuperação de Matas Ciliares. In: Arminda Saconi Messias; Marcos Roberto Nunes Costa (orgs.) Agua Superficial, Residuária e Sedimento. Recife: UNICAP, vol. 3, pp. 407-471.

## Reconocimientos
- Becaria del Consejo Nacional de Desarrollo Científico y Tecnológico, CNPq, Brasil[4]

## Membresías
- de la Sociedad Botánica del Brasil[6]
- de la Academia Pernambucana de Ciência Agronômica[4]
- Plantas do Nordeste[7]